# Caió
Caió é um sector da região de Cacheu, situado a 28 km de Canchungo com 664,3 km2.
A Caió propriamente dita, é a sede administrativa do sector, composto pelas tabancas de:
- Batchou
- Tubébe
- Bulabate
- Bissoi
- Tumambú
- Dikantanhe
- Caiomete, da etnia mandjaca. Esta tabanca possui 1820 habitantes

Possui diferentes festividades tais como: Cacau, Catchituram, Cauet-puboman, e Cansarai, que são realizados em diferentes períodos do ano. 

Tem como secções: Geta e Pexiche, que são ilhas com praias e quilómetros de extensão de areia branca. A etnia maioritária é a mandjaca.